# America Today
America Today is een mode-winkelketen, gespecialiseerd in de verkoop van de 'American way of life' en 'College lifestyle' voor jongeren en volwassenen. America Today heeft winkels in Nederland, België en Luxemburg.

## Oprichting
Mike Spits, Ivo Hulshoff en Bart Hulshoff begonnen in 1989 met de verkoop van rechtstreeks uit de Verenigde Staten geïmporteerde spijkerbroeken en schoenen. Met behulp van een startkapitaal van 75 duizend gulden werd dit vanaf 1990 vanuit een achterafwinkeltje in de Amsterdamse Sarphatistraat gedaan.

## Overnames
In augustus 1994 werd America Today overgenomen door het toenmalige VendexKBB. In 2002 verkocht VendexKBB (toen Maxeda) America Today aan een groep aandeelhouders onder aanvoering van de latere directeur Theo Houtman. In 2006 nam Excellent Retail Brands (een samenwerkingsverband van de CoolCat Fashion Groep) van Roland Kahn een meerderheidsbelang in America Today en werd hiermee de nieuwe eigenaar.